# Barbara von Treskow

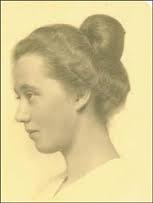
Barbara von Treskow (um 1912)

Barbara von Treskow (* 8. Januar 1895 in Biedrusko nahe Posen; † 8. März 1972 in Wedel bei Hamburg) war eine deutsche Frauenrechtlerin und Chefredakteurin von Frauenzeitschriften.

## Leben
Ihr Vater war Albrecht von Treskow (1845–1901), Gutsherr auf Biedrusko (auch Weißenburg), und dessen zweite Ehefrau Martha Gundlach (1863–1930). Der Vater hatte sämtliche Besitzungen 1900 verkauft. Barbara von Treskow studierte in Berlin. Zurück in ihrer Heimat heiratete sie 1918 Walter Schubert (1890–1946), Gutsherr auf Nieder-Kaiserswaldau bei Liegnitz und bekam zwei Kinder. Nach vier Jahren wurde die Ehe 1922 geschieden und sie zog mit den Kindern nach Berlin. Barbara führte dann wieder ihren Geburtsnamen.

## Berlin

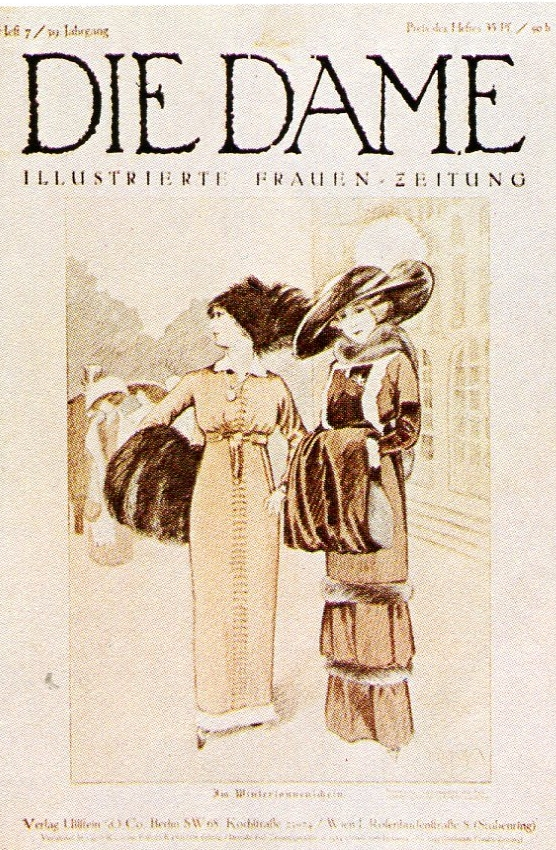
Titelbild 1912

Zunächst arbeitete sie als freie Autorin für den Ullstein Verlag, vor allem für Die Dame, einer ambitionierten Frauenzeitschrift, die auch Texte von Tucholsky, Ringelnatz, Max Brod und Klabund druckte. Nach Angaben ihrer Familie beteiligte sich Barbara von Treskow an Aktionen der Frauenbewegung für Mütter und berufstätige Frauen. 1929 brachte Die Dame einen ausführlichen Bericht über den Weltverband für Frauenwahlrecht. Sie zeigte Aktbilder von Ausdruckstänzerinnen. Das Frauenbild des Blattes war mit dem der Nationalsozialisten ebenso wenig vereinbar wie Artikel jüdischer Autoren. 
Nach der Machtergreifung verloren maßgebende Redakteurinnen und Autoren der Zeitschrift ihre Arbeit. 
Barbara von Treskow stieg 1932 zur Chefredakteurin der  Modenwelt (später: Neue Modenwelt) auf, einer weitgehend unpolitischen Frauenzeitschrift des Ullstein Verlages. Das Blatt musste ebenso wie Die Dame 1943 eingestellt werden. Von 1932 bis 1944 organisierte von Treskow Brigitten-Tage, politikfreie bunte Abende mit Showprogrammen für Frauen, für die jeweils bis zu 2000 Eintrittskarten verkauft wurden. Sie fanden fünf- bis sechsmal im Monat statt. Bei ihrem hundertsten Brigittentag im Februar 1932 traten Dolly Haas, Claire Waldoff und Otto Reuter im Schauspielhaus am Gendarmenmarkt auf. Ob der Name ihrer Tochter Brigitte bei der Namensgebung für die bunten Abende ebenso wie für den Namen der späteren Zeitschrift Brigitte eine Rolle spielte, ist nicht gesichert.
1933 übernahm sie für kurze Zeit die Chefredaktion bei Dies Blatt gehört der Hausfrau, einer Zeitschrift, die mit praktischen Tipps für den Alltag auf die Bedürfnisse von Frauen der Mittelschicht ausgerichtet war. Die Zeitschrift war die Vorgängerin der Brigitte.

## Hamburg
1950 zog Barbara von Treskow nach Hamburg. Sie gründete gemeinsam mit ihrer Freundin, der Textildesignerin Maria May, den Verein für berufstätige Frauen, einer deutschen Niederlassung des amerikanischen Vereins Business and Professional Women. Im Dezember 1950 kritisierten die Frauen in einem Artikel in der ZEIT mit dem Titel Weiblicher Einfluss in der Politik – Zwischen Aktivität und Mütterlichkeit die herablassende Wahrnehmung von weiblichen Abgeordneten des Bundestages. 1954 veranstaltete der Verein das erste UNO-Treffen mit Fachreferentinnen aus dem In- und Ausland. 1964 leitete Barbara von Treskow die Reise einer Frauendelegation nach Moskau, Leningrad und Sibirien, um die Rolle der berufstätigen Frau in der Sowjetunion zu studieren.
Von 1952 bis 1957 arbeitete sie beim liberalen Hamburger Anzeiger als Leiterin des Ressorts Frauen und Mode. Chefredakteur war der spätere FDP-Fraktionsvorsitzende Alfred Frankenfeld.

## Werke
- Die Küche und ihre Jahreszeiten. Ullstein Verlag, Berlin 1935.
- mit Johannes Weyl: Das Lexikon der Hausfrau – Ein praktischer Ratgeber für Heim und Familie. Ullstein Verlag, Berlin 1933.